# 空軍名誉章
空軍名誉章(ドイツ語: Nichttragbare Auszeichnungen der Luftwaffe)は、ナチス・ドイツで制定された勲章の総称である。

## 概要
ドイツ空軍に所属する部隊ごとに制定された章や、司令官らによって独自に設けられた章をまとめて空軍名誉章と呼んだ。そのため、空軍名誉章という名の勲章が存在したわけでは無い。
基本的には第二次世界大戦中に制定された勲章をさすが、中にはヴァイマル共和政時代の1929年に制定されたものや、ドイツ帝国時代の1872年に制定されたものがある。

## 制定された章
カッコ内は制定年
- ゼーヴァルト・メダル（ドイツ語版） (1872/1964)
- ヘルマン・メダル（ドイツ語版） (1929/1936)
- 第5航空管区名誉章 (1937)
- 空軍黄金書（ドイツ語版） (1938)
- 第4航空師団名誉章 (1938)
- 第257爆撃航空団名誉章（ドイツ語版） (1938)
- 第30爆撃航空団鷲盾章（ドイツ語版） (1939)
- 空軍名誉杯 (1940)
- 第3空軍士官学校名誉章（ドイツ語版） (1940)
- ノルウェー航空管区司令官名誉盾章（ドイツ語版） (1940)
- 第1航空艦隊名誉章（ドイツ語版） (1940)
- ネーデルラント駐留ドイツ国防軍司令官名誉章 (1940/1941)
- 空軍技術者卓越認定章（ドイツ語版） (1941)
- 第6航空管区名誉盾章（ドイツ語版） (1941)
- 第2航空艦隊名誉章（ドイツ語版） (1941)
- キエフ航空管区章（ドイツ語版） (1941)
- 第105特務戦闘群名誉章（ドイツ語版） (1942)
- 空軍優秀戦闘能力名誉杯 (1942)
- 南方総軍司令官名誉章（ドイツ語版） (1942)
- 第8航空管区司令官名誉章（ドイツ語版） (1942)
- フィンランド航空管区名誉章（ドイツ語版） (1942)
- モスクワ航空管区司令官名誉章（ドイツ語版） (1942)
- ハリコフ航空管区章（ドイツ語版） (1942/1943)
- ベルギー・北フランス航空管区司令官章（ドイツ語版） (1943)
- 第6航空軍団名誉盾章（ドイツ語版） (1943)
- 第17航空管区名誉章（ドイツ語版） (1943)
- 第7航空管区名誉章（ドイツ語版） (1943)
- 第25航空管区名誉章（ドイツ語版） (1943)
- 第21空軍野戦師団名誉章（ドイツ語版） (1943)
- 第30航空管区名誉章（ドイツ語版） (1943/1944)
- 南東空軍司令官名誉章（ドイツ語版） (1944)
- 西フランス航空管区司令官名誉章（ドイツ語版） (1944)